# Giải bóng đá vô địch quốc gia Fiji 2014
Giải bóng đá vô địch quốc gia Fiji 2014 là mùa giải thứ 37 của Giải bóng đá vô địch quốc gia Fiji do Hiệp hội bóng đá Fiji tổ chức kể từ khi thành lập năm 1977. Mùa giải chia thành hai lượt đi và về, bắt đầu từ ngày 18 tháng 1 năm 2014 và trận Chung kết diễn ra ngày 17 tháng 5 năm 2014. Ba FC và Nadi FC đại diện Giải bóng đá vô địch quốc gia Fiji tham dự Giải bóng đá vô địch các câu lạc bộ châu Đại Dương 2013–14 sau khi trở thành đội vô địch và á quân tương ứng ở mùa giải Giải bóng đá vô địch quốc gia Fiji 2013.

## Đội bóng
| Đội bóng     | Địa điểm | Sân vận động        | Sức chứa | Huấn luyện viên | Đội trưởng | Sản xuất trang phục | Nhà tài trợ áo đấu |
| ------------ | -------- | ------------------- | -------- | --------------- | ---------- | ------------------- | ------------------ |
| Ba FC        | Ba       | Govind Park         | 13,500   | Yogendra Dutt   |            | Kappa               | Digicel            |
| Labasa FC    | Labasa   | Subrail Park        | 10,000   | Pita Bolaitoga  |            |                     |                    |
| Lautoka FC   | Lautoka  | Churchill Park      | 25,000   | Ravinesh Kumar  |            |                     |                    |
| Nadi FC      | Nadi     | Prince Charles Park | 18,000   | Kamal Swamy     |            |                     |                    |
| Nadroga F.C. | Sigatoka | Lawaqa Park         | 12,000   | Waisea Tale     |            |                     |                    |
| Navua FC     | Navua    | Thomson Park        | 1,000    | Ramesh Chandra  |            |                     |                    |
| Rewa FC      | Nausori  | Ratu Cakobau Park   | 8,000    | Jeff Friendship |            |                     |                    |
| Suva FC      | Suva     | ANZ Stadium         | 30,000   | Gurjit Singh    |            |                     |                    |

## Bảng xếp hạng
| XH | Đội          | Tr | T  | H | T  | BT | BB | HS  | Đ  | Lên hay xuống hạng                                                   |
| -- | ------------ | -- | -- | - | -- | -- | -- | --- | -- | -------------------------------------------------------------------- |
| 1  | Suva FC (C)  | 14 | 11 | 1 | 2  | 25 | 11 | +14 | 34 | Vòng bảng Giải bóng đá vô địch các câu lạc bộ châu Đại Dương 2014–15 |
| 2  | Ba FC        | 14 | 8  | 2 | 4  | 33 | 13 | +20 | 26 | Vòng bảng Giải bóng đá vô địch các câu lạc bộ châu Đại Dương 2014–15 |
| 3  | Nadi FC      | 14 | 8  | 2 | 4  | 17 | 13 | +4  | 26 |                                                                      |
| 4  | Labasa FC    | 14 | 7  | 3 | 4  | 26 | 16 | +10 | 24 |                                                                      |
| 5  | Rewa FC      | 14 | 6  | 3 | 5  | 14 | 13 | +1  | 21 |                                                                      |
| 6  | Nadroga F.C. | 14 | 4  | 1 | 9  | 15 | 22 | −7  | 13 |                                                                      |
| 7  | Lautoka FC   | 14 | 2  | 4 | 8  | 10 | 31 | −21 | 10 |                                                                      |
| 8  | Navua FC (R) | 14 | 1  | 2 | 11 | 10 | 31 | −21 | 5  | Xuống hạng Premier Division 2015                                     |

Cập nhật đến 21 tháng 9 năm 2014
Nguồn: 
Quy tắc xếp hạng: 1. Điểm; 2. Hiệu số bàn thắng; 3. Số bàn thắng.
(VĐ) = Vô địch; (XH) = Xuống hạng; (LH) = Lên hạng; (O) = Thắng trận Play-off; (A) = Lọt vào vòng sau. 
Chỉ được áp dụng khi mùa giải chưa kết thúc: 
(Q) = Lọt vào vòng đấu cụ thể của giải đấu đã nêu; (TQ) = Giành vé dự giải đấu, nhưng chưa tới vòng đấu đã nêu.

## Pillay's Garments Champion vs Champion 2014

### Chi tiết
| Nadi           | 1–1    | Ba          |
| -------------- | ------ | ----------- |
| Matarerega 52' | Report | Shaheed 89' |

| Nadi | Ba |

## Mùa giải chính

### Vòng 1
Saturday, ngày 18 tháng 1 năm 2014
| 3:00pm Saturday | Suva FC                               | 2–1 | Labasa FC         | ANZ Stadium, Suva      |  |
|                 | Samuela Drudru 10' · Nikhil Chand 75' |     | Joseph Mishra 17' | Lượng khán giả: 20,000 |  |

Sunday, ngày 18 tháng 1 năm 2014
| 3:00pm Sunday | Navua FC          | 1–2 | Rewa FC                               | Ratu Cakobau Park, Nausori |  |
|               | Jesoni Takala 88' |     | Iosefo Verevou 30' · Apisai Smith 55' |                            |  |

| 3:00pm Sunday | Nadroga F.C.                     | 2–1 | Lautoka FC         | Lawaqa Park, Sigatoka |  |
|               | Peni Finau 9' · Shivan Kumar 82' |     | Laisari Qalica 56' |                       |  |

### Vòng 2
Saturday, ngày 25 tháng 1 năm 2014
| 1:30pm Saturday | Labasa FC                                  | 3–1    | Nadroga F.C.        | Subrail Park, Labasa |  |
|                 | Joseph Mishra 18' · Pita Bolatoga 20', 25' | Report | Watisoni Kamoka 67' |                      |  |

| 7:00pm Saturday | Rewa FC                                   | 3–2    | Lautoka FC                                | Ratu Cakobau Park, Nausori |  |
|                 | Iosefo Verevou 48', 62' · Kelepi Qaqa 87' | Report | Poasa Bainivalu (l.n) · Dave Radrigai 32' |                            |  |

Sunday, ngày 26 tháng 1 năm 2014
| 3:00pm Sunday | Suva FC                                               | 3–1    | Navua FC          | ANZ Stadium, Suva |  |
|               | Samuela Drudru 4' · Sahil Dave 45' · Nikhil Chand 80' | Report | Jale Dreola (l.n) |                   |  |

### Vòng 3
Saturday, ngày 1 tháng 2 năm 2013
| 3:00pm Saturday | Ba FC           | 1–0    | Navua FC | Govind Park, Ba |  |
|                 | Ronil Kumar 78' | Report |          |                 |  |

| 3:00pm Saturday | Nadi FC                                  | 2–0    | Nadroga F.C. | Prince Charles Park, Nadi |  |
|                 | Amani Makoe 20' · Rusiate Matarerega 40' | Report |              |                           |  |

Sunday, ngày 2 tháng 2 năm 2013
| 3:00pm Sunday | Suva FC            | 1–0 | Rewa FC | ANZ Stadium, Suva |
|               | Samuela Drudru 29' |     |         |                   |

| 3:00pm Sunday | Lautoka FC        | 1–2 | Labasa FC             | Churchill Park, Lautoka |  |
|               | Alvin Avinesh 40' |     | Pita Bolatoga 8', 57' |                         |  |

### Vòng 4
Sunday, ngày 9 tháng 2 năm 2014
| 3:00pm Sunday | Nadroga F.C. | 0–6 | Ba FC | Lawaqa Park, Sigatoka |
|               |              |     | Abbu Zahid Shaheed 30' · Saula Waqa 50' · Avinesh Waran Swamy 60' · Ronil Kumar 70' · Meli Codro 80' · Jone Vesikula 90' |                       |

| 3:00pm Sunday | Lautoka FC | 0–2    | Suva FC                                 | Churchill Park, Lautoka |  |
|               |            | Report | Ravinesh Singh 42' · Samuela Drudru 62' |                         |  |

| 3:00pm Sunday | Nadi FC                                          | 3–1    | Navua FC         | Prince Charles Park, Nadi |  |
|               | Rusiate Matarerega 24', 34' · Lekima Gonerau 51' | Report | Vineet Chand 87' |                           |  |

### Vòng 5
Sunday, ngày 16 tháng 2 năm 2014
| 3:00pm Sunday | Labasa FC | 0–1 | Nadi FC                | Lawaqa Park, Sigatoka |
|               |           |     | Rusiate Matarerega 56' |                       |

| 3:00pm Sunday | Ba FC | 0–0 | Rewa FC | Churchill Park, Lautoka |  |
|               |       |     |         |                         |  |

| 3:00pm Sunday | Suva FC            | 1–0 | Nadroga F.C. | Prince Charles Park, Nadi |
|               | Samuela Drudru 45' |     |              |                           |

### Vòng 6
Saturday, ngày 22 tháng 2 năm 2013
| 3:00pm Saturday | Nadi FC | 0–1 | Suva FC                 | Govind Park, Ba |
|                 |         |     | Waisake Navunigasau 41' |                 |

| 3:00pm Saturday | Rewa FC | 0–1 | Labasa FC            | Prince Charles Park, Nadi |
|                 |         |     | Apisolome Turuva 39' |                           |

Sunday, ngày 23 tháng 2 năm 2013
| 3:00pm Sunday | Nadroga F.C.        | 1–2 | Navua FC              | ANZ Stadium, Suva |  |
|               | Tomasi Tuicakau 86' |     | Vineet Chand 30', 92' |                   |  |

| 3:00pm Sunday | Lautoka FC                                | 2–6 | Ba FC | Churchill Park, Lautoka |  |
|               | Alvin Avinesh 25' · Isikeli Jeke Keli 52' |     | Osea Vakatalesau 11', 68' · Jone Vesikula 41' · Ronil Kumar 48' · Avinesh Waran Suwamy 77' · Abbu Zahid Shaheed 90' |                         |  |

### Vòng 7
Sunday, ngày 9 tháng 3 năm 2014
| 3:00pm Saturday | Navua FC | 0–2 | Lautoka FC             | Govind Park, Ba |
|                 |          |     | Alvin Avinesh 46', 88' |                 |

| 3:00pm Saturday | Rewa FC | 0–1    | Nadi FC             | Prince Charles Park, Nadi |  |
|                 |         | Report | Jone Salauneune 88' |                           |  |

### Vòng 8
Sunday, ngày 16 tháng 3 năm 2014
| 3:00pm Saturday | Nadroga F.C.    | 1–1    | Rewa FC            | Lawaqa Park, Sigatoka |  |
|                 | Joseph Elder 5' | Report | Iosefo Verevou 26' |                       |  |

| 3:00pm Saturday | Navua FC             | 1–5    | Labasa FC                                                                            | Thomson Park, Navua |  |
|                 | Kushal Naicker (l.n) | Report | Kushal Naicker 10' · Joseph Mishra 52', 62' · Inia Boko (l.n) · Ilisoni Logaivou 82' |                     |  |

### Vòng 9
Saturday, ngày 1 tháng 6 năm 2014
{{footballbox_collapsible
```
| date = 3:00pm Saturday
| team1 = 
Ba FC

| score = 3–0
| report = 
| team2 = 
Nadi

| goals1 = 
Jone Vesikula
 
 
50
'
Avinesh Suwamy
 
 
62
'
Maciu Dunadamu
 {{|69}}
| goals2 = 
| stadium = 
Lawaqa Park
, 
Sigatoka

| attendance = 
| referee = 
|nobars = 1|stack = yes
```

}}

### Vòng 10
Sunday, ngày 16 tháng 3 năm 2014
| 3:00pm Saturday | Ba FC                                                              | 3–2 | Labasa                                  | Lawaqa Park, Sigatoka |  |
|                 | Avinesh Suwamy 34' · Maciu Dunadamu 42' · Abbu Zahid Shaheed (l.n) |     | Apisalome Turuva 47' · Sandeep Nair 88' |                       |  |

### Cầu thỉ ghi nhiều bàn thắng nhất
| Thứ hạng | Cầu thủ              | Câu lạc bộ | Số bàn thắng |
| -------- | -------------------- | ---------- | ------------ |
| 1        | Samuela Drudru       | Suva FC    | 4            |
| 1        | Rusiate Matarerega   | Nadi FC    | 4            |
| 1        | Pita Bolatoga        | Labasa FC  | 4            |
| 4        | Iosefo Verevou       | Rewa FC    | 3            |
| 4        | Ronil Kumar          | Ba FC      | 3            |
| 4        | Vineet Chand         | Navua FC   | 3            |
| 7        | Nikhil Chand         | Suva FC    | 2            |
| 7        | Abbu Zahid Shaheed   | Ba FC      | 2            |
| 7        | Avinesh Waran Suwamy | Ba FC      | 2            |
| 7        | Jone Vesikula        | Ba FC      | 2            |
| 7        | Osea Vakatalesau     | Ba FC      | 2            |
| 7        | Alvin Avinesh        | Lautoka FC | 2            |

## Thứ hạng theo vòng đấu
| Team / Round | 1 | 2 | 3 | 4 | 5 | 6 | 7 | 8 | 9 | 10 | 11 | 12 | 13 | 14 |
| ------------ | - | - | - | - | - | - | - | - | - | -- | -- | -- | -- | -- |
| Ba FC        | 4 |   |   |   |   |   |   |   |   |    |    |    |    |    |
| Labasa FC    | 6 |   |   |   |   |   |   |   |   |    |    |    |    |    |
| Lautoka FC   | 7 |   |   |   |   |   |   |   |   |    |    |    |    |    |
| Nadi FC      | 5 |   |   |   |   |   |   |   |   |    |    |    |    |    |
| Nadroga F.C. | 1 |   |   |   |   |   |   |   |   |    |    |    |    |    |
| Navua FC     | 8 |   |   |   |   |   |   |   |   |    |    |    |    |    |
| Rewa FC      | 2 |   |   |   |   |   |   |   |   |    |    |    |    |    |
| Suva FC      | 3 |   |   |   |   |   |   |   |   |    |    |    |    |    |